# Chevrolet Celebrity
Chevrolet Celebrity – samochód osobowy klasy wyższej produkowany pod amerykańską marką Chevrolet w latach 1981 – 1990.

## Historia i opis modelu

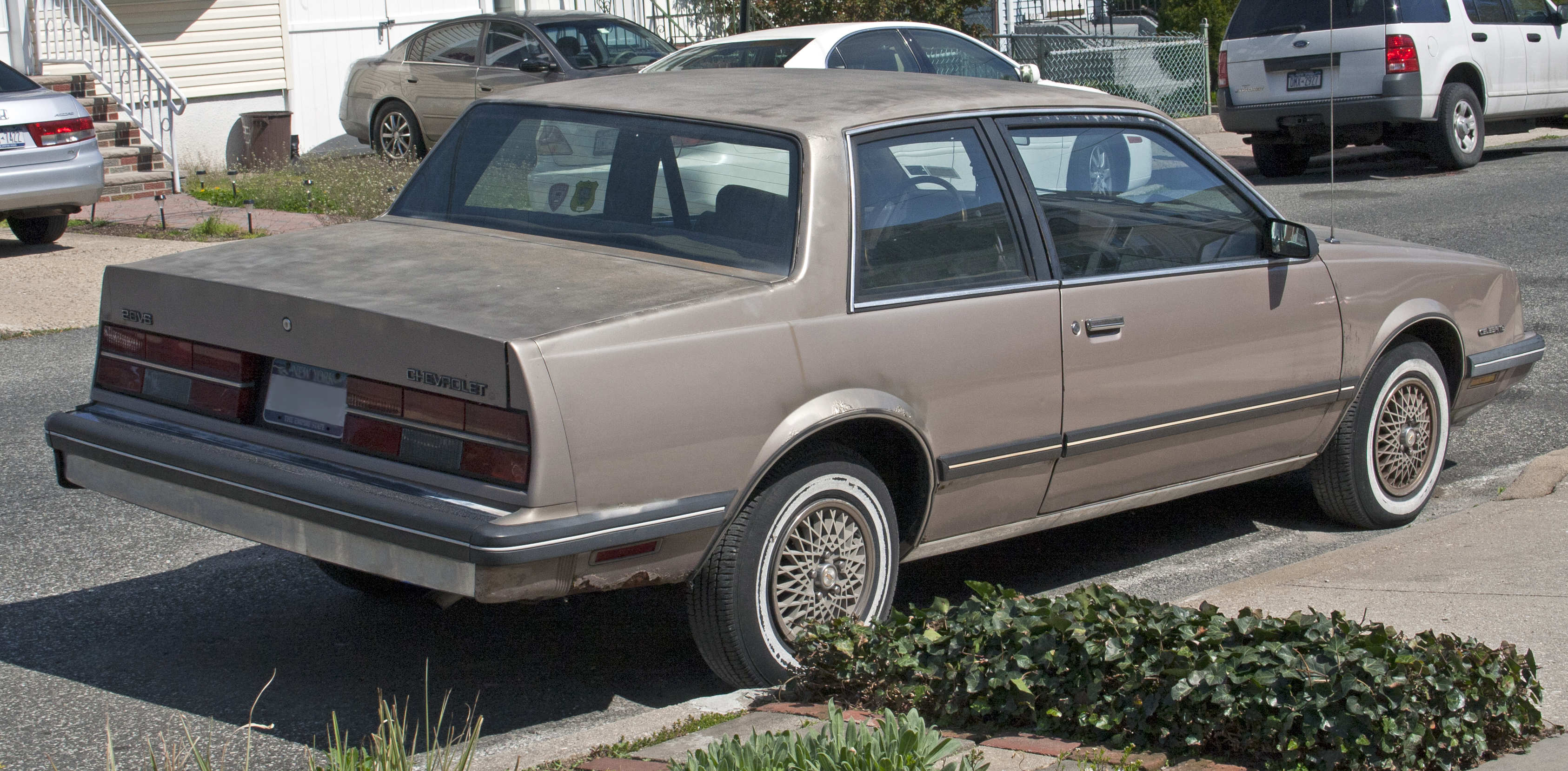
Chevrolet Celebrity - tył

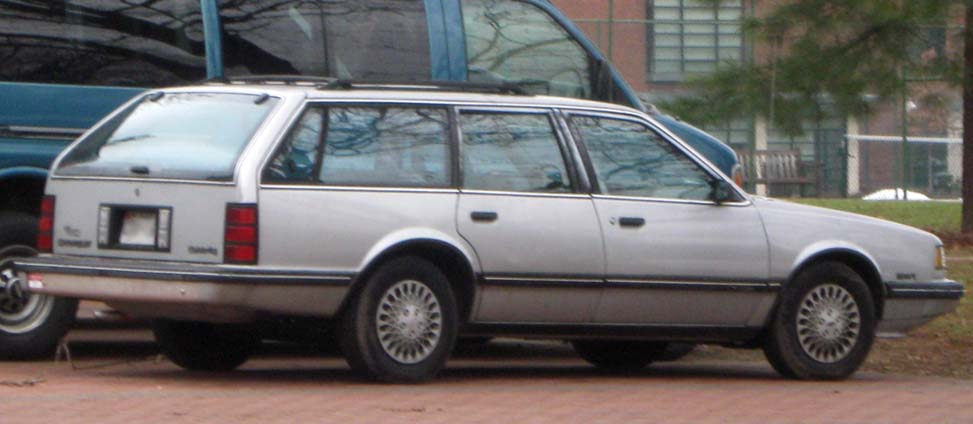
Chevrolet Celebrity Kombi

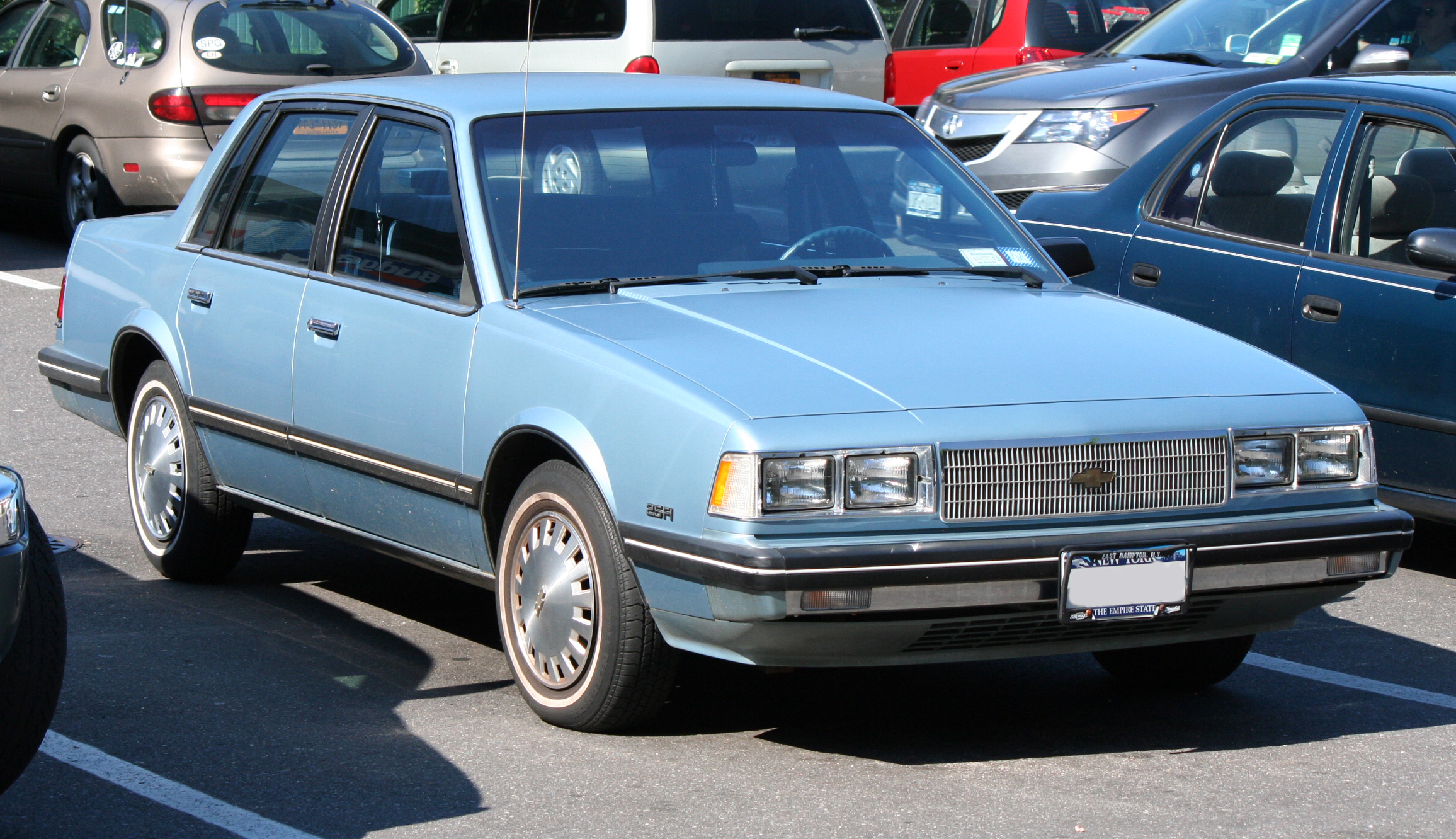
Chevrolet Celebrity po liftingu

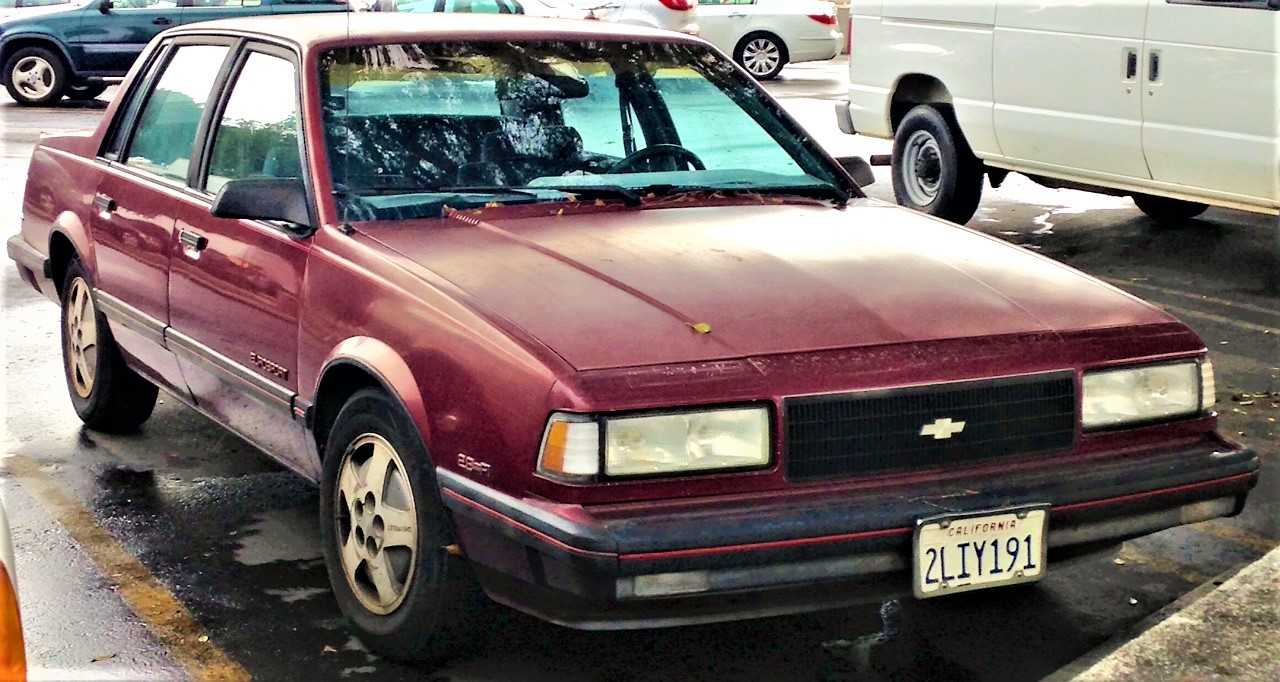
Chevrolet Celebrity po drugim liftingu

Z początkiem lat 80. XX wieku koncern General Motors przedstawił nową gamę wyższej klasy przednionapędowych modeli opartych na platformie GM A-body, którą wykorzystano także do bliźniaczych konstrukcji Buick Century, Oldsmobile Cutlass Ciera, Oldsmobile Cutlass Cruiser oraz Pontiac 6000. Model Chevroleta wyróżniał się dużym, prostokątnym grillem, a także wysoko umieszczonymi podwójnymi kloszami reflektorów.
Podstawowy silnik o pojemności 2,5 l "Tech IV" R4 (Pontiac's Iron Duke) wyróżniał się stosunkowo niską mocą, wprowadzono więc w 1985 roku silnik V6 z wtryskiem paliwa Silniki zostały przeprojektowane w 1987, posiadały już wtrysk paliwa, z jednostką V6 można było zamówić manualną, 5-biegową skrzynię biegów Getrag. Pod koniec roku 1989 silnik czterocylindrowy zyskał dodatkowe 12 KM (9 kW). Wersja coupé została wycofana z powodu niskiej sprzedaży w 1989 roku.
Najdłużej wytwarzana pozostała odmiana kombi z nowym silnikiem V6 o pojemności 3,1 l, która obecna była w sprzedaży do końca cyklu rynkowego Celebrity - 1990 roku. Następnie zastąpił go nowy model, Lumina.

### Pierwszy lifting
W 1985 Chevrolet Celebrity przeszedł obszerną modernizację, zyskując nowy, ścięty kształt błotników, węższe i niżej umiejscowione reflektory, a także węższą, chromowaną atrapę chłodnicy. Z tyłu pojawiły się z kolei nowe, pionowo wytłoczone klosze lamp.

### Drugi lifting
Drugą modernizację Celebrity przeprowadzono w 1989 roku, ponownie zmieniając wygląd pasa przedniego. Dotychzasowy projekt reflektorów zmieniono w kierunku pojedynczych kloszy, a także zmieniono wygląd atrapy chłodnicy.

### Silniki
- L4 2.5l LR8
- V6 2.8l LE2
- V6 2.8l L44
- V6 2.8l LB6
- V6 3.1l LH0
- V6 4.3l LT7